# Alfred Thoma
Heinrich Nikolaus Alfred Thoma (* 23. August 1887; † unbekannt) war ein deutscher Jurist und Politiker. Er wurde vor allem bekannt als Verteidiger des Chefideologen der NSDAP Alfred Rosenberg während des Nürnberger Prozesses gegen die Hauptkriegsverbrecher von 1945/1946.

## Leben und Tätigkeit
Nach dem Schulbesuch studierte Thoma Rechtswissenschaften. 1919 wurde er zum bayerischen Gerichtsassessor ernannt. Am 16. November 1919 erhielt er die Ernennung zum 2. Staatsanwalt in Amberg. Am 1. Mai 1926 wurde er zum Amtsrichter in Nürnberg ernannt.
Bei der Bayerischen Landtagswahl des Jahres 1928 wurde Thoma auf Wahlvorschlag des ChV im Wahlkreis Oberfranken (Stimmkreise 2,3, 6 und 12) und bei der Landtagswahl 1932 im Wahlkreis Unterfranken (Stimmkreise 2,3, 4 und 6) als Kandidat für den Bayerischen Landtag aufgestellt.
Am 1. Juni 1929 folgte Thomas Ernennung zum 1. Staatsanwalt in Memmingen. Zum 1. September 1931 wurde er dann als Oberamtsrichter nach Hammelburg versetzt. Den Höhepunkt seiner Laufbahn im Staatsdienst erreichte er am 1. April 1935 mit der Ernennung zum Landgerichtsrat in Nürnberg-Fürth.
Im Herbst 1945 wählten die vier Siegermächte des Zweiten Weltkriegs den ehemaligen Chefideologen der NSDAP und Minister für die während des Krieges besetzten russischen Gebiete, Alfred Rosenberg, als einen von 21 führenden Männern der NS-Diktatur aus, die sie im ersten der Nürnberger Prozesse, dem Prozess gegen die Hauptkriegsverbrecher, vor dem von ihnen geschaffenen Internationalen Militärtribunal in Nürnberg anklagten. Bei den Nürnberger Prozessen handelte er sich um 13 Prozesse, in denen die alliierten Mächte Angehörige der deutschen Staats- und Militärführung sowie Angehörige von Organisationen der NSDAP, die sie verdächtigten, sich während des Zweiten Weltkriegs verwerflicher Handlungen schuldig gemacht zu haben, vor einem zu diesem Zweck eingerichteten internationalen Gericht anklagten. Rosenberg wurde im ersten dieser Prozesse angeklagt, sich durch seine Tätigkeit als Minister und Parteifunktionär der drei durch das Londoner Statut geschaffenen Straftatbestände schuldig gemacht zu haben: Verbrechen gegen den Frieden, Kriegsverbrechen und Verbrechen gegen die Menschlichkeit.
Nachdem das Gericht Rosenberg angeboten hatte, sich im bevorstehenden Prozess durch einen deutschen Anwalt vertreten zu lassen, wählte er Thoma als seinen Rechtsbeistand aus. Der Prozess gegen die 21 Hauptkriegsverbrecher dauerte vom Oktober 1945 bis September 1946. Am Prozessende sprach das Gericht Rosenberg in allen Anklagepunkten schuldig und verurteilte ihn zur Hinrichtung durch den Strang. Er wurde dann im Oktober 1946 hingerichtet.

## Archivische Überlieferung
Im Bayerischen Hauptstaatsarchiv hat sich eine Offizierspersonalakte zu Thoma aus seiner Zeit bei der Bayerischen Armee erhalten (OP 50231).